# Copa sexagésimo aniversario de Universidad Católica
Con motivo del 60º aniversario de Universidad Católica, el club cruzado disputó un partido amistoso contra el equipo neerlandés Ajax el 8 de junio de 1997.
Universidad Católica, que en ese semestre se coronaría campeón del Torneo Apertura en Chile, derrotó a los europeos gracias a una actuación brillante de Alberto Acosta, autor de dos goles.
| 8 de junio de 1997 | Universidad Católica        | 3:2 (0:1) | Ajax                       | San Carlos de Apoquindo, Santiago, Chile (Las Condes)      |                                                            |
|                    | Pérez 52' · Acosta 75', 85' |           | Gabrich 37' · Witschge 64' | Asistencia: 10.000 espectadores Árbitro(s): Eduardo Gamboa | Asistencia: 10.000 espectadores Árbitro(s): Eduardo Gamboa |

| Campeón Universidad Católica |